# 萬紹炳
萬紹炳（？—？），晉江人，清朝政治人物。監生出身。
雍正十二年，接替袁安。擔任江蘇荆溪縣知縣。后由戴仁行接任。